# سد دحلة
سد دحلة، المعروف أيضًا باسم سد أرغنداب وكاسا، في مقاطعة شاه والي كوت بولاية قندهار في أفغانستان ، على بعد 40 كيلومتر (25 ميل) شمال عاصمة ولاية قندهار. تم تشييده في عام 1952، ويقال إنه ثاني أكبر سد في أفغانستان. اعتبارًا من عام 2019، أنفقت الحكومة الأفغانية 450 مليون دولار على جعل السد أكثر فائدة. ويتضمن المشروع رفع جدران السد بـ12 متر حتى يتمكن الخزان ان يحوي ما يقرب من مليار متر مكعب من المياه العذبة وتركيب ثلاثة توربينات لإنتاج 22 ميجاوات (MW) من الكهرباء.
تم بناء سد دحلة على نهر أرغنداب ‏ الذي يتدفق بطول 250 ميل (400 كـم). على مر السنين، كان خزانه عرضة للانسداد، وقلل نظام قنواته من فوائد الري. وقد استلزم ذلك إعادة تأهيل السد الذي اشتمل على أعمال إزالة التصريف والمكونات ذات الصلة بالمشروع لتحسين نظام توصيل المياه؛ تم الانتهاء من هذا المكون خلال مارس 2012 بمساعدة كندا. تضمنت المرحلة الثانية رفع ارتفاع السد والسدود ذات الصلة للتعويض عن فقدان التخزين في خزانه بسبب الطمي، وتحقيق الفوائد الكاملة للري الذي تم بناء السد من أجله في الأصل.

## إعادة التأهيل والتوسع

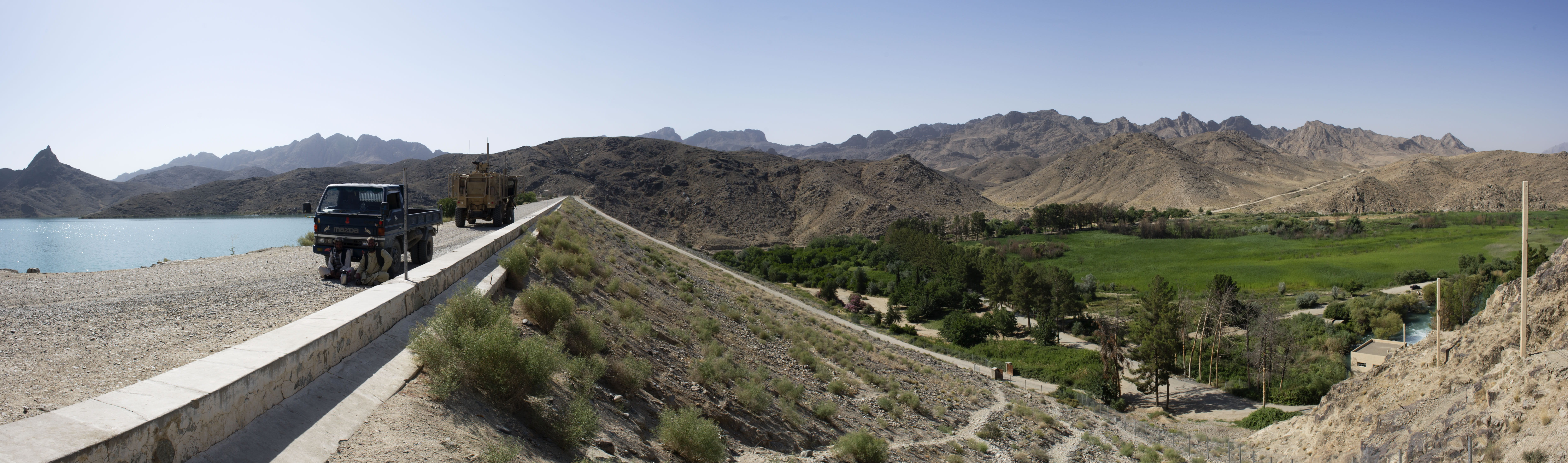
سد دحلة يونيو 2012